# 哈弗福韦斯特
哈弗福韦斯特 （威尔士语: Hwlffordd，发音：/ˌhævərfərdˈwɛst/）是位于英国威尔士彭布罗克郡的城镇，并作为县之主要商业和行政中心。哈弗福韦斯特是彭布罗克郡地区人口最稠密的城市。
哈弗福韦斯特离避风港村有6英里远，为彭布罗克郡海岸线国家公园的一部分，英国境内唯一的一沿海国家公园，而且每年吸引着成千上万的游客。
此外哈弗福韦斯特与德国小镇奥伯基希彼此为姊妹城市。